# 卡帕奇拉水力發電廠
卡帕奇拉水力發電廠位於馬拉威希雷河卡帕奇拉瀑布上，總裝置容量達128MW，廠內共裝設四部32MW的水輪發電機，足可供應馬拉威約86,000戶的用電量。該發電廠分兩階段完工啟用，第一階段的兩部32MW水輪發電機於2000年9月竣工商轉。
2014年1月時任馬拉威總統喬伊斯·班達出席並主持卡帕奇拉水力發電廠第二階段裝機工程的動工典禮，同樣再增設兩部32MW水輪發電機，使該廠總裝置容量達到128MW。

## 地理位置
卡帕奇拉水力發電廠位於馬拉威南部區奇克瓦瓦縣的希雷河對岸，以該國的公路里程計算，距離西南部馬拉威金融首都和最大城市布蘭太爾約 70（43英里）地理座標為: 15°53'45.0"S, 34°45'14.0"E (緯度:-15.895833; 經度:34.753889).

## 概觀
該發電廠的額定有效落差為54（177英尺），每部機組用水量67立方每秒（2,400立方英尺每秒），並分為兩期完成建設，第一期完成於2000年第二期安裝兩部裝置容量總計64瓦特（86,000匹馬力）的相同機組，第二期工程在2014年完工，並於2018年1月31日正式商轉。

## 施工經過
卡帕奇拉水力發電廠第一期工程是該國向多個國際合作夥伴組織借款做為施工經費，包含德國復興信貸銀行、歐洲投資銀行、英聯邦發展公司、世界銀行，以及荷蘭發展金融公司等，而上述的國際合作夥伴組織共同向馬拉威政府貸款1.311億美元，馬拉維政府自身投資2,190萬美元，總計卡帕拉齊發電廠第一期工程共投資1.53億美元。第二期工程改由中國葛洲壩集團公司（CGGC）承攬興建，並裝設單部32MW，兩部共64MW的水輪發電機，於2014年1月完工。

## 風災毀損與重建
2022年1月24日熱帶風暴安娜襲擊馬拉威，造成卡帕拉奇水力發電廠嚴重毀損，並影響到運轉機能而暫停發電，從而減少馬拉威約130MW的供電能力，佔約該國全國供電量的30%。
2022年6月馬拉威總統拉扎勒斯·查克維拉宣布，已獲得世界銀行提供600億馬拉威克瓦查（6000萬美元）的貸款，用於發電廠修復重建工程，預計重建時一併進行更新改建，可使該發電廠總裝置容量提升至135MW。

## 外部連結
- Energy supply in Malawi: Options and issues （页面存档备份，存于）2015年5月。
- Malawi: Kapichira Hydro Power Station to Be Restored By December （页面存档备份，存于）2022年7月28日。